# Ашмјанско побрђе
Ашмјанско побрђе или Ашмјанска греда (блр. Ашмянскае ўзвышша, Ашмянскія грады; рус. Ошмянская возвышенность, Ошмянские гряды) узвишење је у виду брда у североисточном делу Гродњенске и западном делу Минске области у Белорусији. Део је знатно пространијег брдског система Белоруског побрђа.
Налази се између Нарачанско-вилејске низије на северу и Њеменске низије на југу, те између Лидске равнице на југозападу, Минског побрђа на истоку и Литваније на западу.
Протеже се у правцу северозапад-југоисток дужином од 110 км, и ширином до 40 до 50 км. Укупна површина је око 4.000 км². У односу на околни терен уздиже се за неких 75 до 150 метара, а највиша тачка лежи на 320 метара надморске висине (Милидавска гора).

## Геоморфологија и клима
Ашмјанско побрђе представља сложен систем моренских гребена формираних по окончању сожског глацијалног периода пре неким 150.000 година. Изграђено је од глина и шљунака. На стрмијим падинама постоји значајнији број јаруга дубине до 3 и дужине до 500 метара. 
Побрђе пресецају долине река Ашмјанке, Гољшанке и Западне Березине.
Просечна јануарска температура ваздуха је око −6,6 °C, јула 17,1 °C, док је годишњи просек падавина око 650—700 мм.

## Тло и природа
Шуме покривају 36% побрђа, на падинама доминирају бор и смрча, док су у депресијама бреза и јасика. Око 32% површина је под ораницама. Доминирају подзоласта тла у вишим, а и алувијална у нижим деловима.